# Branko Strupar
Branko Strupar (Zágráb, 1970. február 9. –) horvát származású belga válogatott labdarúgó.
A belga válogatott tagjaként részt vett a 2000-es Európa-bajnokságon és a 2002-es világbajnokságon.

## Sikerei, díjai
Genk
- Belga bajnok (1): 1998–99
- Belga kupa (1): 1997–98